# Pteropus tokudae
Pteropus tokudae (Гуамський крилан) — вид рукокрилих, родини Криланових. Видова латинська назва дана на честь японського зоолога Mitoshi Tokuda.

## Опис
Розміри ґрунтуються на примірниках самця (голотип), зібраному в серпні 1931 року, і самиці (паратип), знайденої в березні 1968 року. Самець був завдовжки 140—151 мм, передпліччя — 95 мм, розмах крил становив 650—709 мм, маса тіла сягала 152 грами. Самиця була завдовжки 225 мм, передпліччя — 95 мм, гомілка — 70 мм і вуха — 20 мм. Маса тіла досягала 151,8 г. Черево і крила від коричневого до темно-коричневого відтінку з поодинокими білими волосинками. Спина і потилиця — від коричневого до світло-золотистого забарвлення. Верх голови від сіруватого до жовтувато-коричневого відтінку. Горло і підборіддя темно-коричневі. Поряд з дорослими тваринами є череп іншого, ще не дорослого самця в колекції Американського музею природної історії.

## Поширення, поведінка
Про спосіб життя тварин нічого не відомо.
Гумаські крилани мешкали на острові Гуам і, можливо, на Маріанських островах. Місцеве населення активно полювало на тварин заради їх м'яса. Остання самиця була зібрана з місця ночівлі в березні 1968 року. Молода особина, що її супроводжувала, змогла вибратися з пастки. Під час експедиції 1987 року не було виявлено жодної особини, тільки представники більшого виду — маріанського крилану (Pteropus mariannus). Іншою можливою причиною вимирання могла бути завезена в 1950-і роки змія бура бойга (Boiga irregularis).